# 1916 na música

## Eventos
- Pelo Telefone, é gravado por Donga, gerando polêmica sobre a criação do primeiro samba da história.

## Nascimentos
| Data          | Nome              | Profissão            | Nacionalidade                       | Observações | Ref |
| ------------- | ----------------- | -------------------- | ----------------------------------- | ----------- | --- |
| 22 de Abril   | Yehudi Menuhin    | violinista e maestro | Estados Unidos / Inglaterra / Suíça | m. 1999     |     |
| 12 de Outubro | Silas de Oliveira | compositor           | Brasil                              | m. 1972     |     |

## Mortes
| Data | Nome | Profissão | Nacionalidade | Observações | Ref |
| ---- | ---- | --------- | ------------- | ----------- | --- |